# Kunsthistorisches Institut in Florenz
Das Kunsthistorische Institut in Florenz – Max-Planck-Institut (KHI) ist eine der ältesten Forschungseinrichtungen der Kunstgeschichte weltweit. Seine Forschungsschwerpunkte gelten der Kunst- und Architekturgeschichte Europas, des Mittelmeerraums und Italiens in einem globalen Horizont. 1897 wurde das Kunsthistorische Institut in Florenz in privater Initiative von unabhängigen Gelehrten gegründet und gehört seit 2002 zu der Max-Planck-Gesellschaft. Seit 2004 wird das Forschungsinstitut von zwei Direktoren geleitet. Ein besonderes Engagement gilt der Förderung, Profilierung und Vernetzung junger, internationaler Forscher.

## Geschichte
Im Kreis der Gelehrten, Kenner und Künstler um Karl Eduard von Liphart wurde die Idee diskutiert, in Florenz nach dem Vorbild des Instituto di Corrispondenza Archeologica in Rom eine kunsthistorische Forschungseinrichtung zu errichten. Das Institut solle aus einer von Fachleuten betreuten Bibliothek und einer Abbildersammlung bestehen. Seit 1883 setzte sich August Schmarsow, Professor für Kunstgeschichte an der Universität Breslau, im preußischen Ministerium nachhaltig für die Gründung des Instituts in Florenz ein. Um den seinerzeit autonomen Anspruch auf ein eigenes Forschungsinstitut der jungen Disziplin der Kunstgeschichte zu unterstreichen, verbrachte August Schmarsow 1888 ein Wintersemester in Florenz, forschte hier und hielt Vorlesungen ab. In Florenz rief er mit seinen Studenten, darunter unter anderen Max Jakob Friedländer, Max Semrau und Aby Warburg, das „Kunsthistorische Institut“ aus. Erst auf dem Kunsthistorikerkongress 1893 in Nürnberg wurde beschlossen, in Florenz ein Forschungsinstitut zu errichten und im Zuge dessen wurde ein geschäftsführender Ausschuss zusammengesetzt. Die Institutsgründung und die Wahl von Heinrich Brockhaus zum zukünftigen Direktor werden auf dem Internationalen Kunsthistorikerkongress in Budapest 1896 öffentlich bekannt gegeben. Das Institut wurde am 16. November 1897 provisorisch in der Privatwohnung von Brockhaus eröffnet. Am 1. Januar 1901 wurde die erste „Wissenschaftliche Besprechung“ im Institut abgehalten, aus der die noch heute üblichen öffentlichen Institutsvorträge hervorgingen. Im Frühjahr 1908 fand der erste Studienkurs für Oberlehrer und Direktoren preußischer höherer Schulen statt und aus dieser Veranstaltung gingen die auch heute noch abgehaltenen regelmäßig stattfindenden Studienkurse hervor.
Zunächst wurde von Florenz aus ganz Italien betreut, nach Gründung der Bibliotheca Hertziana 1913 in Rom konzentrierte sich die Arbeit vornehmlich auf Nord- und Mittelitalien.
Am 16. Mai 1915 schloss das Institut „für die Dauer des Krieges“, woraus sieben Jahre werden sollen. Nach der Kriegserklärung Italiens an Deutschland wurde das Institut am 26. August 1916 beschlagnahmt und die Bücher- und Photosammlung in die Räumlichkeiten der ehemaligen Hauptpost überführt, die die Uffizien als Depot nutzten. Wilhelm von Bode engagierte sich 1922 für die Rückgabeverhandlungen. Die Rückgabe der Sammlung in die deutsche Verwaltung erfolgte am 10. August 1922. 1927 endete der Unterbringungsvertrag in den Uffizien und das Institut kehrte in die Räume des Palazzo Guadagni zurück.
Zwischen 1935 und 1943 versuchte Direktor Friedrich Kriegbaum das Kunsthistorische Institut vor der zunehmenden Vereinnahmung durch den nationalsozialistischen Staat zu bewahren. Am 27. Januar 1944 erfolgte die Schließung des Institutsbetriebes im Palazzo Guadagni und am 20. Februar 1944 wurden die Sammlungsbestände mit einem Sonderzug und in 700 Kisten nach Deutschland in das Salzbergwerk Bad Friedrichshall bei Heilbronn ausgelagert. 1945 wurden die Florentiner Institutsbestände aus Kochendorf in das amerikanische Offenbach Archival Depot verbracht. Benedetto Croce forderte die italienische Regierung öffentlich auf, die Rückführung des Deutschen Historischen Instituts, der Bibliotheca Hertziana und des Deutschen Archäologischen Instituts zu bewirken. Ab dem 14. August 1947 wurden unter dem Bibliothekar Enrico Jahier, der in der Zwischenzeit kommissarisch die Geschäfte führte, die Bestände im Palazzo Guadagni wieder als „Biblioteca Internazionale d'Arte“ zugänglich gemacht, finanziert aus Mitteln der UNESCO. Am 27. Februar 1953 einigten sich Bundeskanzler Konrad Adenauer und Ministerpräsident Alcide De Gasperi auf die offizielle Wiedereröffnung der Institute in Italien unter deutscher Leitung.
1961 wurde aufgrund des erneut bestehenden Platzmangels der Palazzo Capponi-Incontri in der Via Giuseppe Giusti 44 von der Familie des Marchese Attilo Incontri durch die Fritz-Thyssen-Stiftung erworben und als künftiger Institutssitz an den Fördererverein übergeben.
Am 4. November 1966 wurde Florenz von einer der größten Flutkatastrophen seiner Geschichte heimgesucht und auch das Institut war direkt betroffen. An die zehntausend Bücher waren restaurierungsbedürftig, die Möbel in Mitleidenschaft gezogen und vieles unwiederbringlich verloren. Die Wiederherstellungsarbeiten dauerten bis 1968.
1972 wurde das Institut erweitert durch die an den Palazzo Capponi-Incontri angrenzende Casa Rosselli (Via Giuseppe Giusti 38-40). Eine weitere Expansion erfolgte 1987 durch den Ankauf der Casa del Sarto-Zuccari.
Die Bibliotheken der Hertziana in Rom, des Zentralinstituts für Kunstgeschichte in München und des KHI in Florenz beschlossen 1994 die Gründung eines Verbundes zur kooperativen, EDV-gestützten Literaturerschließung. Der Aufbau eines gemeinsamen Netzes und einer elektronischen Datenbank gingen damit einher.
Die feierliche Überleitung des Instituts in die Max-Planck-Gesellschaft fand am 3. Juni 2002 mit einem Festakt in der Aula Magna der Universität Florenz statt.
Direktoren sind seit 2003 Gerhard Wolf, zuvor Professor an der Universität Trier, und von 2006 bis 2022 Alessandro Nova, zuvor Professor an der Universität Frankfurt. Die Nachfolge von Alessandro Nova ist seither weiterhin ungeklärt.

### Direktoren
- Heinrich Brockhaus (1897–1912)
- Hans Albrecht von der Gabelentz (1912–1922)
- Heinrich Bodmer (1922–1932)
- Arthur Haseloff (1932–1935)
- Friedrich Kriegbaum (1935–1943)
- Ludwig Heinrich Heydenreich (1943–1944)
- Ulrich Middeldorf (1953–1968)
- Herbert Keutner (1968–1981)
- Gerhard Ewald (1981–1993)
- Max Seidel (1993–2005)
- Gerhard Wolf (seit 2003)
- Alessandro Nova (2006–2022)

## Tätigkeit
In Kooperation mit Museen, Universitäten und anderen Einrichtungen untersuchen am Kunsthistorischen Institut in Florenz aktuell ca. 70 Wissenschaftler die Geschichte der Künste und visuellen Kulturen vom 4. Jahrhundert bis zur Gegenwart. Neben Einzelforschungen werden kollaborative Projekte durchgeführt, u. a. zum Verhältnis von Ethik und Architektur, zur Wissenschafts- und Museumsgeschichte, zur Fotografie, zu den Ästhetiken von Environment und Landschaft, zur transkulturellen Kunstgeschichte, zu Bildsprachen oder den Verschränkungen von Bild- und Dingdiskursen.
Forscher aus aller Welt können die institutseigenen Ressourcen nutzen. Hierzu gehören vor allem die Bibliothek mit über 360.000 zum Teil sehr seltenen Bänden, 1.000 laufend gehaltenen Zeitschriften und eine der weltweit umfangreichsten Phototheken zur italienischen Kunstgeschichte mit einem Bestand von über 620.000 Fotografien.
Mit den umfassenden Beständen von Photothek und Bibliothek, mehreren Forschungsgruppen und -programmen, einem weiten Spektrum an Konferenzen, Vorträgen, Seminaren, Workshops, Studienkursen und Summer Schools sowie mehreren Publikationsreihen und einer Zeitschrift ist das Institut ein Labor und Forum für einen internationalen und interdisziplinär offenen wissenschaftlichen Austausch.

## Mitteilungen des Kunsthistorischen Institutes in Florenz
Seit 1908 werden am Institut die Mitteilungen des Kunsthistorischen Institutes in Florenz herausgegeben, die heute zu den traditionsreichsten und renommiertesten kunsthistorischen Fachzeitschriften weltweit gehören. Von 2013 bis 2019 erschienen die Mitteilungen wieder dreimal jährlich in erneuertem Layout; ab 2020 wieder in unregelmäßigem Rhythmus. Die Mitteilungen veröffentlichen neue Forschungen, die der italienischen Kunst von der Spätantike bis zum 20. Jahrhundert sowie ihren globalen Bezügen gewidmet sind. In regelmäßigen Abständen erscheinen Themenhefte, die auch über die Italienforschung hinausgehen und allgemeineren Aspekten der Kunstwissenschaft gewidmet sein können. Der leitende Redakteur ist der Schweizer Kunsthistoriker Samuel Vitali.

## Bibliothek
Die Bibliothek des Kunsthistorischen Instituts in Florenz ist eine reine Präsenzbibliothek mit systematischer Freihandaufstellung des gesamten Bestandes.
Sie verfügt über Spezialliteratur hauptsächlich zur Kunst Italiens. Der behandelte Zeitraum erstreckt sich von der Spätantike bis zur Gegenwart. Die Nachbardisziplinen wie Geschichte, Literaturwissenschaft, klassische Archäologie, Theologie und Kirchengeschichte sowie Philosophie sind mit relevanten Übersichts- und Nachschlagewerken vertreten. Insgesamt verwahrt die Bibliothek derzeit ca. 300.000 Bände. Hinzu kommen Periodika mit über 2.600 Titeln (ca. 60.000 Bände), von denen ca. 1.000 laufend gehalten werden. Jährlich vermehrt sich der Bestand der Bibliothek um ca. 7.000 Bände. Hinzu kommen ca. 1.000 Einzelhefte bzw. Jahresbände aus dem Bereich der Zeitschriften.

### Sammlungsschwerpunkte
Traditionell liegt der Schwerpunkt der Sammlung auf Künstlermonographien, auf Ausstellungs- und Sammlungskatalogen, auf kunsttopographischer Literatur zu den Regionen und Orten Italiens sowie auf Quellenschriften. Im Hinblick auf letztere besitzt das Kunsthistorische Institut eine bedeutende Sammlung von Werken, meist in Originalausgaben, vom Beginn des Buchdrucks bis zur Gegenwart. In jüngster Zeit wird verstärkt Primär- und Sekundärliteratur zu den Gebieten 'Kunstgeschichte des Mittelmeerraumes' (mit einem Schwerpunkt auf Byzanz) sowie 'Italienische Kunst im 19. Jahrhundert unter Berücksichtigung internationaler und interdisziplinärer Fragestellungen' gesammelt. Zudem wurden im Auftrag der DFG Werke zur Kunst im mittleren und nördlichen Italien sowie Literatur zur italienischen Kunst vom 19. Jahrhundert bis zur Gegenwart gesammelt.

## Photothek
Seit über einem Jahrhundert sammelt die Photothek Abbildungsmaterial vorwiegend zur italienischen Kunst von der Spätantike bis zur Moderne mit einem Schwerpunkt 'Mittel- und Oberitalien'. Der Bestand an über 620.000 Fotografien hat sich in Abstimmung mit den wissenschaftlichen Projekten des Instituts entwickelt. Von Anfang an bestand die Absicht, eine möglichst flächendeckende Dokumentation von Werken unterschiedlicher Gattungen und Epochen anzulegen. Im Rahmen dieses Angebots sind deshalb diejenigen Bereiche besonders gut ausgestattet, die traditionell im Zentrum der Forschungstätigkeit des Instituts standen.
Der Übergang zu den „neuen Medien“ (elektronische Katalogisierung, digitale Fotografie, Visualisierungs- und Präsentationsinstrumente im Internet) prägt seit Jahren die Tätigkeiten der Photothek. Gerade der Anbruch der digitalen Ära hat jedoch auch den wissenschaftlichen Blick für die historische Dimension der analogen Fotografie geschärft. Damit rückt auch der historische Bestand der Photothek ins Zentrum des Forschungsinteresses. Durch ihre lange Geschichte besitzt sie alte, zum Teil seltene Fotografien sowie fotografische Konvolute aus Nachlässen und Schenkungen bedeutender Kunsthistoriker, denen ein eigener Wert als Forschungsgegenstand zukommt. Erhalt, Pflege und Erweiterung der wissenschaftsgeschichtlich äußerst relevanten historischen Strukturen sind daher für die Photothek von ebenso grundsätzlicher Bedeutung wie die konsequente Nutzung und Weiterentwicklung der jeweils aktuellen Medien.
Der Bestand wird systematisch durch Fotokampagnen, Ankäufe (analoge wie digitale Fotos, Negative), Nachlässe und Schenkungen erweitert. Eigene digitale Fotokampagnen konzentrieren sich auf die Dokumentation weniger oder nicht zugänglicher Monumente wie Privatpaläste und Villen in Florenz und Umgebung. Für die Durchführung von thematischen Fotokampagnen kooperiert die Photothek mit Florentiner Museen wie der Galleria dell'Accademia, dem Giardino di Boboli oder dem Bargello. Im Rahmen des Projekts CENOBIUM werden romanische Kapitelle in Kreuzgängen des Mittelmeerraums aufgenommen und untersucht.
Die Digitale Photothek enthält Bilder aus verschiedenen Quellen: digitale Fotokampagnen, angekaufte Digitalisate oder digitalisierte Negative des Archivs. Circa 62.000 Fotos sind als hochauflösende Bilddateien frei im Internet konsultierbar.